# Schizaphis aurea
Schizaphis aurea är en insektsart som beskrevs av Miyazaki 1988. Schizaphis aurea ingår i släktet Schizaphis och familjen långrörsbladlöss. Inga underarter finns listade i Catalogue of Life.